# بازهفالك
بازواك (بالألمانية: Pasewalk) هي بلدة ألمانية تقع في ألمانيا في مكلنبورغ فوربومرن. يقدر عدد سكانها بـ 11,856 نسمة .

## المدن التوأمة
مدن شرطة، Norden, Lower Saxony و Halen هي مدن توأمة لـبازواك.

## أعلام
- إريك باولون
- إريك هامان
- كريستوف كارل فون بولو